# Bunochelis canariana
Bunochelis canariana is een hooiwagen uit de familie echte hooiwagens (Phalangiidae). De wetenschappelijke naam van Bunochelis canariana gaat terug op Strand.